# 親指トム (映画)
『親指トム』（おやゆびトム、Tom Thumb）は、1958年に公開されたジョージ・パル監督・製作、メトロ・ゴールドウィン・メイヤー配給によるイギリスのミュージカル・ファンタジー映画である。

## キャスト
| 役名             | 俳優                 | 日本語吹替                                                 |
| 役名             | 俳優                 | NHK版                                                      |
| ---------------- | -------------------- | ---------------------------------------------------------- |
| 親指トム         | ラス・タンブリン     | 小宮山清                                                   |
| ウディ           | アラン・ヤング       | 堀勝之祐                                                   |
| 森の女王         | ジューン・ソーバーン | 鈴木弘子                                                   |
| アイバン         | テリー＝トーマス     | 江幡高志                                                   |
| アンソニー       | ピーター・セラーズ   | 近石真介                                                   |
| ジョナサン       | バーナード・マイルズ | 五藤雅博                                                   |
| アナ             | ジェシー・マシューズ | 福島寿美子                                                 |
| 不明 その他      | N/A                  | 富田耕生 石森達幸 国坂伸 兼本新吾 大山豊 納谷六朗 浅井淑子 |
| 日本語版スタッフ |                      |                                                            |
| 演出             | 演出                 | 服部健之助                                                 |
| 翻訳             | 翻訳                 | 榊原晶子                                                   |
| 効果             | 効果                 | 新音響                                                     |
| 調整             | 調整                 | 二宮毅                                                     |
| 制作             | 制作                 | 千代田プロダクション                                       |
| 初回放送         | 初回放送             | 1969年5月5日 『劇映画』 14:30-15:59                        |